# Pyramimonadophyceae
Pyramimonadophyceae, razred zelenih algi. Podijeljen je na 2 reda sa 190 vrsta. Ime reda dolazi po rodu Pyramimonas.

## Redovi
1. Pseudoscourfieldiales Melkonian, 44
2. Pyramimonadales Chadefaud, 146